# NovoGen
NovoGen là một công nghệ in 3D độc quyền cho phép các nhà khoa học lắp ráp các tế bào mô sống thành một mẫu mong muốn. Khi kết hợp với một ma trận ngoại bào, các tế bào có thể được sắp xếp thành các cấu trúc phức tạp, chẳng hạn như các cơ quan nội tạng. Thiết kế bởi Organovo, công nghệ NovoGen đã được Invetech tích hợp thành công với một máy in sản xuất nhằm giúp phát triển các quy trình sửa chữa mô và phát triển cơ quan.